# Thermodynamique des trous noirs

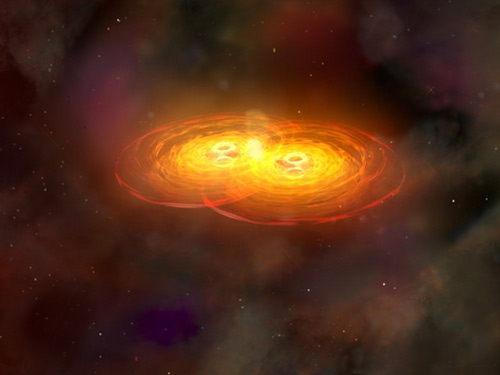
Vue d'artiste de la fusion de deux trous noirs.

La thermodynamique des trous noirs est la branche de l'étude des trous noirs qui s'est développée à la suite de la découverte d'une analogie profonde entre certaines propriétés des trous noirs et les lois de la thermodynamique au début des années 1970. Cette analogie est ensuite devenue pertinente grâce à la découverte par Stephen Hawking du phénomène d'évaporation des trous noirs (1975), démontrant qu'un trou noir n'est pas un objet complètement sombre, mais émet un très faible rayonnement thermique.

## L'analogie entre trous noirs et thermodynamique
L'étude des trous noirs indique que ces objets sont décrits par seulement trois paramètres (voir Théorème de calvitie) : la masse M, la charge électrique Q et le moment cinétique L. En l'absence de moment cinétique, un trou noir est parfaitement sphérique, mais s'il possède un moment cinétique, il prend une forme légèrement aplatie. Ainsi, le paramètre pertinent décrivant la structure d'un trou noir n'est pas son rayon, mais sa surface (c'est-à-dire la surface de l'horizon des évènements qui caractérise le trou noir). Il existe donc une relation liant l'aire d'un trou noir A aux trois paramètres mentionnés.
Il est ainsi possible de calculer de combien varie l'aire d'un trou noir auquel on injecte une petite quantité non nulle soit de matière {\displaystyle \delta M}, soit de moment cinétique {\displaystyle \delta L} et/ou de charge électrique {\displaystyle \delta Q}.
{\displaystyle \delta Mc^{2}={\frac {1}{8\pi }}{\frac {c^{2}}{G}}\kappa \delta A+\Omega \delta L+V\delta Q},
G étant la constante de gravitation, c la vitesse de la lumière, et où les quantités V, Ω et κ s'identifient respectivement au potentiel électrique au voisinage de la surface du trou noir, à sa vitesse angulaire de rotation (déduite de son moment cinétique et de sa masse), et ce que l'on appelle sa gravité de surface, qui mesure à quelle vitesse le champ gravitationnel du trou noir devient infini en son voisinage.
D'après la célèbre formule E=mc2, le membre de gauche de cette équation s'identifie à une variation d'énergie. Les termes {\displaystyle \Omega \delta L} et {\displaystyle V\delta Q} s'identifient eux à une variation d'énergie cinétique de rotation et d'énergie potentielle électrique. C'est là une situation extrêmement semblable à ce que l'on retrouve en thermodynamique, où l'on montre qu'une partie de la variation d'énergie interne d'un système est relié au travail des forces extérieures du système. Ainsi, dans la formule bien connue de la thermodynamique,
{\displaystyle {\rm {d}}U=\delta Q+\delta W},
le terme {\displaystyle {\rm {d}}U} ressemble fort au terme {\displaystyle \delta Mc^{2}} de l'équation des trous noirs, et le terme {\displaystyle \delta W} correspond à {\displaystyle \Omega \delta L+V\delta Q} quand on considère un système possédant une charge électrique et un moment cinétique. Pour que l'analogie entre trous noir et thermodynamique présente un sens physique, il faut donc supposer que le terme {\displaystyle {\frac {1}{8\pi }}{\frac {c^{2}}{G}}\kappa \delta A} puisse s'identifier au terme {\displaystyle \delta Q} qui correspond à la quantité de chaleur fournie au système, selon la formule habituelle reliant celle-ci à la température et à son entropie. Pour cela, il faut entre autres identifier la surface d'un trou noir à une entropie.
Une première étape fut franchie par Stephen Hawking qui démontra que lors de la fusion de deux trous noirs, la surface du trou noir résultant était toujours plus grande que la somme des surfaces des deux trous noirs initiaux. Peu après, en 1974, Hawking mit en évidence le phénomène d'évaporation des trous noirs, où il montra qu'un trou noir rayonnait avec une température proportionnelle à sa gravité de surface. Ainsi, l'identification du terme {\displaystyle {\frac {1}{8\pi }}{\frac {c^{2}}{G}}\kappa \delta A} au terme {\displaystyle \delta Q} était-elle complète.

## Les lois de la thermodynamique des trous noirs
Les résultats précédents permirent de reformuler l'ensemble des lois de la thermodynamique dans le contexte des trous noirs :
| Loi                | Thermodynamique ordinaire                                                             | Trous noirs                                                                                                 |
| Principe zéro      | La température T d'un corps est la même partout dans celui-ci à l'équilibre thermique | La gravité de surface κ est constante sur toute la surface du trou noir                                     |
| Premier principe   | {\displaystyle {\rm {d}}U=T{\rm {d}}S+{\rm {travail\;fourni}}}                        | {\displaystyle \delta Mc^{2}={\frac {1}{8\pi }}{\frac {c^{2}}{G}}\kappa \delta A+\Omega \delta L+V\delta Q} |
| Second principe    | δ S est positif dans toute transformation impliquant un système fermé                 | δ A est positive dans toute transformation impliquant des trous noirs                                       |
| Troisième principe | Impossibilité d'obtenir T = 0 par un processus physique                               | Impossibilité d'obtenir κ = 0 (trou noir extrémal) par un processus physique.                               |

Le principe zéro est une conséquence immédiate des propriétés de la gravité de surface, qui comme son nom le suggère est constante sur toute la surface d'un trou noir. Ce résultat est en lui-même peu intuitif car pour une planète en rotation, l'intensité du champ gravitationnel est moindre à l'équateur qu'aux pôles en raison de la force centrifuge. Néanmoins, les trous noirs ne présentent pas un tel effet, et l'intensité du champ gravitationnel (ou plus précisément la vitesse à laquelle celui-ci diverge quand on s'approche de la surface) est constante.
Le troisième principe appliqué au cadre des trous noirs stipule lui qu'on ne peut atteindre l'état de trou noir dit extrémal, c'est-à-dire la frontière entre trou noir et singularité nue. Par exemple, en augmentant la charge électrique d'un trou noir, on peut envisager de faire disparaître son horizon. Néanmoins, l'énergie à fournir aux particules chargées que l'on doit alors envoyer vers le trou noir de même charge devient de plus en plus grande quand on s'approche de l'état extrémal. De plus, un phénomène de type création de paires particules-antiparticules dans le voisinage du trou noir aura tendance à fabriquer des paires dont celles ayant une charge électrique opposée à celle du trou noir étant absorbées par celui-ci, et les autres étant repoussées par son champ électrique.
La formalisation des principes de la thermodynamique des trous noirs a été formulée en 1973 par James M. Bardeen (le fils du double Prix Nobel de physique John Bardeen), Brandon Carter et Stephen Hawking, avant même la découverte de l'entropie des trous noirs par Hawking deux ans plus tard. Auparavant, une formule élégante reliant l'ensemble des quantités thermodynamiques avait été mise au jour par Larry Smarr (en). Cette formule a été par la suite nommée en l'honneur de son découvreur en formule de Smarr.

## Interprétation statistique
Une question ouverte dans le domaine de la thermodynamique des trous noirs est celui de l'interprétation de l'entropie des trous noirs. Il apparaît vraisemblable qu'une théorie de la gravitation quantique viable sera en mesure de donner une interprétation de l'entropie associée aux trous noirs en termes de micro-états. À l'heure actuelle, la théorie des cordes a été en mesure de proposer une telle interprétation pour certaines classes de trous noirs extrémaux, les autres types de trous noirs étant pour l'heure trop complexes pour être décrits au niveau quantique par la théorie des cordes. La gravité quantique à boucles propose également une interprétation de l'entropie, mais pour un trou noir de Schwarzschild seulement. Il n'est cependant pas clair que le raisonnement utilisé puisse être étendu de façon cohérente pour d'autres types de trou noir.

## Développements ultérieurs
L'application des techniques de la thermodynamique aux trous noirs permet de mettre en évidence tout un ensemble de phénomènes riches avec les trous noirs. En particulier, il est possible de calculer la chaleur spécifique des trous noirs. Le physicien australien Paul C. W. Davies a montré en 1977 que cette chaleur spécifique divergeait comme {\displaystyle 1/(T-T_{\rm {c}})} pour certaines configurations atteignant une certaine température critique {\displaystyle T_{\rm {c}}} dépendant des paramètres du trou noir. Un tel comportement est habituellement interprété en termes de transition de phase du second ordre. Il semble donc vraisemblable d'envisager que de tels phénomènes seront présents dans l'interprétation microscopique de l'entropie des trous noirs.